# Niphogeton magna
Niphogeton magna är en flockblommig växtart som beskrevs av James Francis Macbride. Niphogeton magna ingår i släktet Niphogeton och familjen flockblommiga växter. Inga underarter finns listade i Catalogue of Life.